# José Crispiniano Clavijo Méndez
José Crispiano Clavijo Méndez (* 13 de junio de 1951 en Tocancipá, Cundinamarca, Colombia) es un prelado colombiano nombrado Obispo de la Diócesis de Sincelejo por el Papa Francisco, el 19 de febrero de 2015.

## Vida
José Crispiniano Clavijo Méndez nació el 13 de junio de 1951 en la vereda La Fuente, del Municipio de Tocancipá, Cundinamarca, Colombia, en el hogar cristiano conformado por Misael Clavijo Capador y Dora Méndez Ortíz. Es el segundo de seis hermanos. En 1958 inicio sus estudios de primaria en la Escuela Rural de la Fuente, siguiéndolos en la Escuela Urbana de Varones de Tocancipá. 
En 1964 ingresa al Instituto Clásico Eudista, Seminario menor de los Padres Eudistas, realizando los cinco primeros años de bachillerato. Se gradúa como Bachiller en el Año 1969, en el Colegio Minuto de Dios de Bogotá. En 1970 inició sus estudios sacerdotales en el Seminario Mayor de Valmaría, de los Padres Eudistas de Usaquén. 
Suspendió sus estudios para acompañar al Padre Rafael García Herreros y su trabajo con la Corporación Minuto de Dios. Durante ocho años fue catequista itinerante del Camino Neocatecumenal, del cual continúa haciendo parte en la actualidad

## Estudios
Estudio Filosofía en la Universidad de San Buenaventura en Bogotá, culminando sus estudios filosóficos en el año 1975. Se le otorgó el Título Profesional en Estudios Religiosos por la Pontificia Universidad Javeriana de Bogotá en 1986 y Homóloga sus Estudios teológicos en el Seminario Mayor Juan XXIII en la ciudad de Barranquilla en 1988. 
En 1991 se traslada a Roma, donde después de otros estudios, obtuvo la Licencia en catequesis y pastoral juvenil de la Universidad Pontificia Salesiana de Roma, en 1993.

## Sacerdocio
Fue ordenado sacerdote para la Diócesis de Valledupar en la Catedral Nuestra Señora del Rosario de Valledupar, el 20 de noviembre de 1988 Solemnidad de Cristo Rey, de manos de Monseñor José Agustín Valbuena Jáuregui. Su primera misa fue celebrada en la vereda de donde es oriundo. Su primera parroquia fue la Inmaculada Concepción de Chimichagua, Cesar. 
Durante los 25 años de sacerdocio ejercidos en la Diócesis de Valledupar, recibió los encargos de Párroco de la Inmaculada Concepción de Chimichagüa, canciller diocesano, rector de la Catedral Nuestra Señora del Rosario, vicario general, director del Centro de Pastoral y después párroco del Espíritu Santo de Valledupar, delegado episcopal para la Pastoral Sacerdotal, delegado episcopal de Catequesis e Iniciación Cristiana, Párroco de la Inmaculada Concepción de Valledupar y Rector del Seminario Diocesano Juan Pablo II.

## Episcopado
El Papa Francisco lo nombró Obispo de Sincelejo, el 19 de febrero de 2015. Recibe la Consagración Episcopal el 14 de marzo de 2015 por imposición de manos del Nuncio Apostólico en Colombia, Monseñor Ettore Balestrero. Actuaron como primeros co-consagrantes Monseñor Oscar José Vélez Isaza, c.m.f. Obispo de Valledupar y Jorge Enrique Jiménez Carvajal, Arzobispo de Cartagena. Llega a Sincelejo el 25 de marzo de 2015, Solemnidad de la Anunciación del Señor y toma posesión canónica de su cargo el 27 de marzo de 2015.
| Predecesor: Nel Beltrán Santamaría | Diócesis de Sincelejo 27 de marzo de 2015 - | Sucesor: En el Cargo |